# Истербрук, Стивен
Стивен (Стив) Истербрук (англ. Stephen J. "Steve" Easterbrook; род. 6 августа 1967, Уотфорд) — британский бизнесмен, с 2015 г. по 2019 г. — генеральный директор корпорации McDonald's.
В ноябре 2019 года совет директоров McDonald’s проголосовал за отстранение Истербрука от должности генерального директора, поскольку он нарушил корпоративную политику в отношении личного поведения, вступив в отношения с работником. На посту генерального директора его сменил Крис Кемпчински, который был президентом McDonald’s США.

## Биография
Стивен Истербрук родился в 1967 г. в Уотфорде. Изучал естественные науки в Даремском университете. Проходил практику в PricewaterhouseCoopers. С 1993 г. работал в британском подразделении McDonald's.
В 2011 г. покинул McDonald’s, возглавив компанию PizzaExpress; затем занимал пост генерального директора компании Wagamama. Вернулся в McDonald’s в 2013 г. В 2019 году был уволен за служебный роман.